# Shin Matsunaga
Shin Matsunaga (geboren 1940 in Tokio) ist ein japanischer Grafikdesigner.

## Leben
Shin Matsunaga studierte an der Universität der Künste Tokio und arbeitete nach dem Examen ab dem Jahr 1964 in der Werbung beim Kosmetikunternehmen Shiseido. 1971 gründete er seine eigene Werbefirma. Zu seinen Kunden gehören Mazda, Hankyu, Issey Miyake, das Nationalmuseum für westliche Kunst, die Bank Mitsubishi Tōkyō UFJ Ginkō, zu den Produkten das Getränk Chuhai, die Papiertücher Scotties und die Zigaretten Gitanes. 
Das von ihm 1982 gestaltete Buch  „Visuelle Gestaltung Japans“ wurde ein nationaler Bestseller. 1996 hatte er eine Retrospektive, die bis 1999 durch Japan tourte. 
Matsunaga wurde 2008 von der Neuen Sammlung im Neuen Museum Nürnberg gezeigt, 2019/20 gab es eine Ausstellung im Museum Folkwang in Essen.

## Schriften
- mit Jun Isezaki: Bizen: tsuchi-to-honoo-no-kagayaki. Sanyosha, Okayama 2005, ISBN 978-4-88197-714-9 (englisch und japanisch).
- mit Hiroyuki Saito: Graphic cosmos: the world of Shin Matsunaga. Shueisha, Tokyo 1996, ISBN 4-08-532052-1.